# Die Freiheitsbewegungen in der deutschen Geschichte

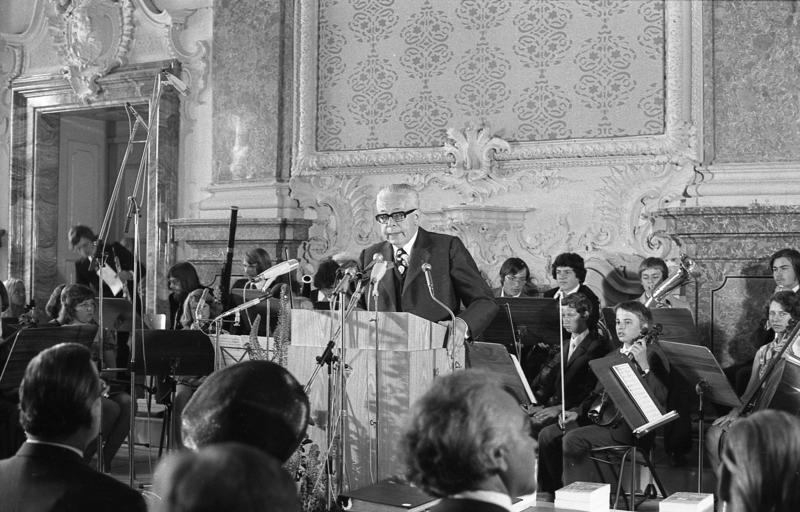
Bundespräsident Gustav W. Heinemann spricht zur Einweihung der Erinnerungsstätte für die Freiheitsbewegungen in der deutschen Geschichte, 26. Juni 1974

Die Freiheitsbewegungen in der deutschen Geschichte (selten auch Rastatter Rede) ist der Titel der Festansprache, die der scheidende Bundespräsident Gustav Heinemann am 26. Juni 1974 anlässlich der Eröffnung der Erinnerungsstätte für die Freiheitsbewegungen in der deutschen Geschichte in Rastatt hielt. Die Erinnerungsstätte geht auf eine Initiative Heinemanns zurück. In der Rede vertritt er die Überzeugung, dass die westdeutsche Gesellschaft auch eigene freiheitliche Traditionen braucht, um Geschichtsbewusstsein zu entwickeln. Die Ansprache war eine der letzten präsidialen Reden Heinemanns, dessen Amtszeit am 30. Juni 1974 endete.

## Geschichtspolitik Gustav Heinemanns
Mit der Rede setzte Heinemann einen vorläufigen Schlusspunkt hinter ein Thema, das ihn fast über die gesamte Amtszeit als Bundespräsident (1969–1974) begleitet hatte. Anlässlich der Bremer Schaffermahlzeit hatte er am 13. Februar 1970 die Forderung nach einem neuen Traditionsbewusstsein ausgesprochen. Es könne nicht um die Frage gehen: „Tradition ja oder nein? Die Alternative besteht vielmehr darin, an welche Traditionen angeknüpft werden soll […]. Es ist an der Zeit, dass ein freiheitlich-demokratisches Deutschland unsere Geschichte bis in die Schulbücher hinein anders schreibt.“
In den folgenden Jahren war Heinemanns Bestrebung Bestandteil eines geschichtspolitischen Neuverortungsversuchs der Bundesrepublik durch sozialliberale Politik. In zahlreichen Reden setzte er sich für einen historiografischen Wandel in der Bewertung der deutschen Geschichte ein. Neben der Bremer und der Rastatter Rede zählen hierzu die Fernsehansprache 1971 zum Gründungsjubiläum des Deutschen Reiches und die Ansprache zum Jahrestag des Westfälischen Friedens. Nationale Bezugspunkte sollten durch freiheitliche abgelöst werden. Dabei wurde auch mit der DDR über die Deutungshoheit gestritten, die ihre Erinnerungskultur teilweise auf denselben Themen aufbaute, die Heinemann stärker in das Licht der westdeutschen Öffentlichkeit rücken wollte. Hierzu zählten etwa die Bauernaufstände im 16. Jahrhundert oder die Revolution von 1848/49. Die Austragung des Systemvergleichs wurde damit von der Sozialpolitik auf die Geschichtspolitik ausgeweitet. Doch nicht nur hinsichtlich der innerdeutschen Beziehungen, sondern auch im Bildungswesen und in der Wissenschaft wollte Heinemann demokratische Traditionen bewusst machen.
In der Geschichtswissenschaft war das Echo zweigeteilt: Während konservative Historiker Heinemanns geschichtspolitische Forderung als Einmischung empfanden, begannen jüngere Forscher, sich mit den genannten Bewegungen zu befassen. Zudem empörte die ältere Historikergeneration die präsentistische Sicht Heinemanns, das heißt die Funktionalisierung von Geschichte gemäß ihrer gesellschaftlichen Relevanz für die Gegenwart. Der Vorsitzende des Historikerverbands, Theodor Schieder, sah darin eine Gefahr für den Staat, da der Bezug auf historische freiheitliche Bewegungen unter späteren Umständen mit gegenteiligem Effekt umfunktioniert werden könnte. Auf ostdeutsche Historiker wirkte Heinemanns Geschichtspolitik alarmierend, da sie als Angriff auf historische Vorbilder der DDR verstanden wurde.

## Anlass, Ort und Ablauf

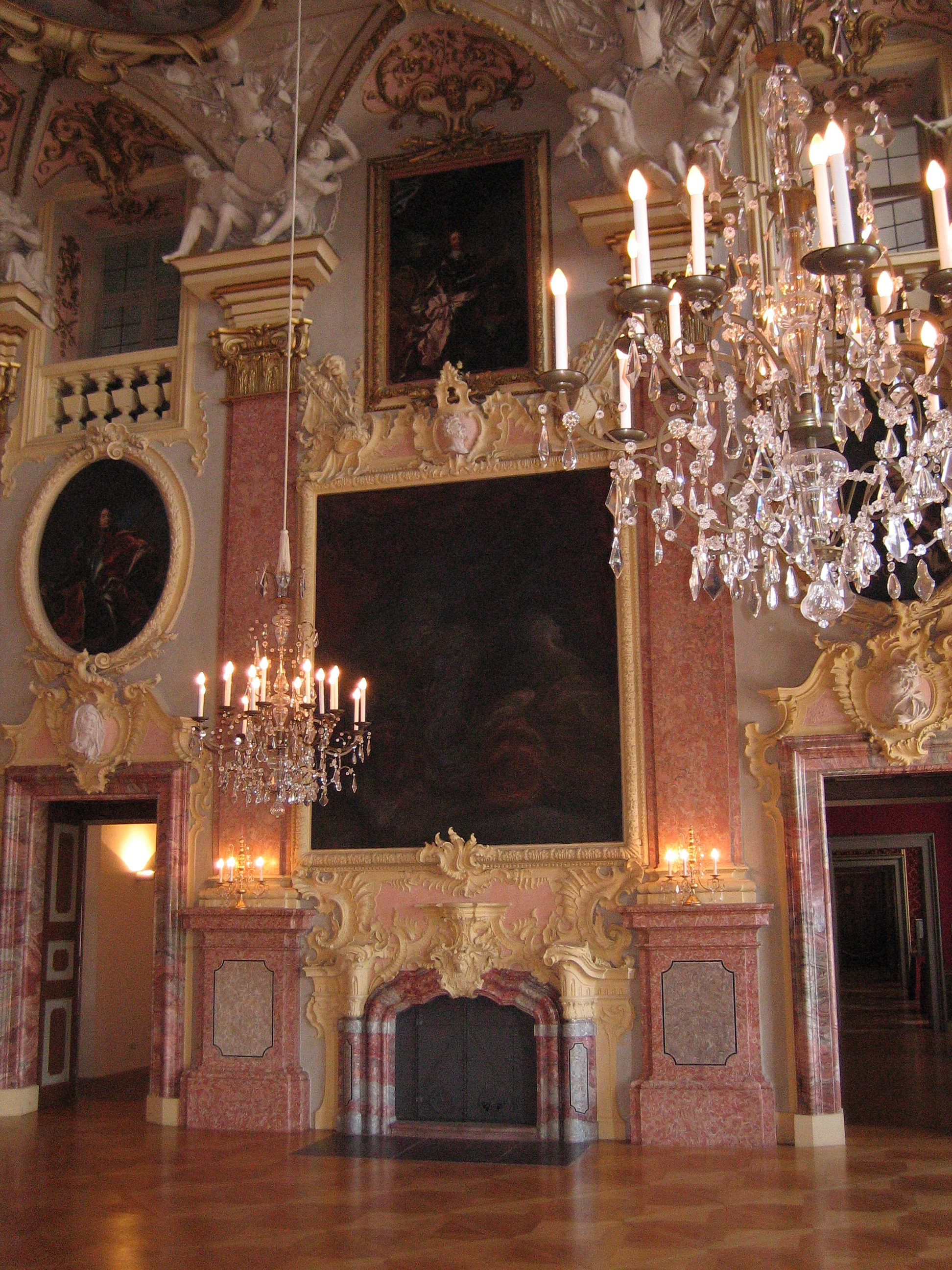
Der Ort der Rede im Ahnensaal von Schloss Rastatt, 2009

Den unmittelbaren Anlass der Rede bildete die Einweihung der noch heute bestehenden Erinnerungsstätte für die Freiheitsbewegungen in der deutschen Geschichte in Rastatt. Es war eine der letzten Amtshandlungen Heinemanns als Bundespräsident. Gleich zu Beginn betonte er, dass er sich während seiner gesamten Amtszeit um die Errichtung bemüht habe. Die Gründung geht auf die Idee Heinemanns zurück, einen geschichtsträchtigen Ort mit Bezug zum 19. Jahrhundert zu finden. Neben Hambach zog Heinemann unter anderem Kirchheimbolanden und Heppenheim in Erwägung. Gezeigt werden sollten dort Ereignisse, die weniger bekannt sind als die Nationalversammlung in der Paulskirche von 1848/49. Anlässlich einer Reise im September 1970 fiel die Wahl auf Rastatt, wo für die Freiheit Blut geflossen sei. Nach langwierigen Verhandlungen um die Finanzierung der Stätte und die Restaurierung von Schloss Rastatt begann er im Winter 1973/74 mit der Vorbereitung seiner Rede.
Zum Zeitpunkt erwähnte Heinemann in seiner Rede mehrere sinnstiftende Jubiläen der Demokratie in Deutschland: die badische Mairevolution von 1849 wie auch den Jahrestag der Weimarer Verfassung vor damals 55 Jahren und den des Grundgesetzes vor 25 Jahren.
Heinemann sprach im Ahnensaal von Schloss Rastatt. Dieser liegt unweit der Erinnerungsstätte, die ebenfalls im Schloss untergebracht ist. Der Ort hat hohen historischen Symbolwert: Wie Heinemann betonte, fällte hier nach der Niederschlagung des badischen Aufstandes im Juli 1849 ein Standgericht seine Urteile – darunter 19 Todesstrafen. Im selben Raum folgten von 1946 bis 1954 vor dem Tribunal Général der französischen Militärverwaltung etwa 20 große Strafverfahren gegen NS-Verantwortliche.
Vor Heinemann sprachen Bundesinnenminister Werner Maihofer, der Ministerpräsident von Baden-Württemberg, Hans Filbinger, sowie Rastatts Oberbürgermeister Richard Kunze. Ein Realschulchor spielte das Heckerlied. In dem Festakt fand auch die Vergabe des Gustav-Heinemann-Preises für die Schuljugend zum Verständnis deutscher Freiheitsbewegungen statt. Die Institution ist heute als Geschichtswettbewerb des Bundespräsidenten bekannt und neben der Erinnerungsstätte ein weiteres zeitüberdauerndes Ergebnis von Heinemanns Agenda. Nach den Freiheitsbewegungen wurden diverse weitere Wettbewerbsthemen ausgeschrieben.

## Inhalt der Rede

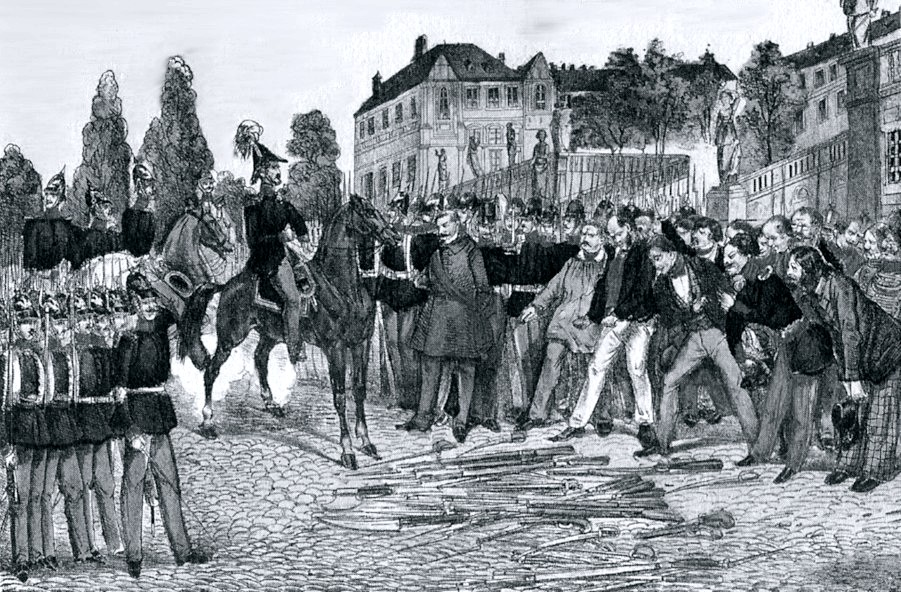
Kapitulation der revolutionären Besatzung von Rastatt gegenüber den Truppen des Deutschen Bundes (im Hintergrund rechts das Schloss Rastatt), 23. Juli 1849

Heinemann regte in der Rede an, über den Ausspruch nachzudenken, dass Geschichte vom Sieger geschrieben werde. Wahr daran sei, dass die Erinnerung an die Erhebungen der Jahre 1848 und 1849 durch ihr Scheitern und die „Sieger mit den Fürstenkronen“ teilweise getilgt wurde. Wahr ist nach Erachten Heinemanns aber auch, dass der Triumph der Feinde der Freiheit in „Schande und schreckliche Zusammenbrüche“ führte. Die deutsche Freiheitsbewegung sei jedoch nicht vor 125 Jahren untergegangen, sondern ihre Ideen hätten die Zeit bis in die Gegenwart hinein überdauert. Er fragte daher, ob nicht letztlich jene die Sieger seien, die einstmals für das kämpften, was heute freiheitlich-demokratische Grundordnung genannt werde.
Mangelnden Kenntnissen der eigenen Freiheitstradition war Heinemann auf seinen Amtsreisen durch die Bundesrepublik immer wieder begegnet. Er gab jedoch zu, dass die Geschichtsforschung keine Belehrungen von Seiten des Staates brauche. Der Bundespräsident sei nicht der „Geschichtslehrer der Nation“. Gleichwohl wollte er (früh)demokratische Bewegungen der deutschen Geschichte mit der Gegenwart verknüpfen. Die deutschen Verfassungen hätten eigene freiheitliche Wurzeln, die sich durchaus mit denen anderer Nationen messen könnten, denn, so Heinemann weiter: „Freiheitlich-demokratische und rechtsstaatliche Ordnung war ein alter Traum auch in unserem Land.“ Die deutsche Geschichte sei nicht arm an Freiheitsbewegungen. Als Beispiele nannte Heinemann neben dem Wartburgfest und dem Hambacher Fest auch weniger bekannte Ereignisse wie das Aufbegehren der Stedinger Bauern an der unteren Weser und die Salpeterer im Hotzenwald. Er äußerte den Wunsch, dass an ihre Freiheitskämpfe in der Schule, besonders aber am Ort des historischen Geschehens, erinnert würde. Geschichtspflege beginne vor der eigenen Haustür. Der Freiheitsgedanke sei in der Geschichte jedoch missbraucht oder als Deckmantel für selbstsüchtige Interessen bestimmter Gruppen benutzt worden. Stets sei zu fragen: Wem und wie vielen ist die Freiheit zugedacht und um welche Freiheit handelt es sich? Als unerträglich empfinde er es, sich diese Erinnerungen von jenen entwenden zu lassen, die sie für ihre eigenen Zwecke verfremden. Damit übte er Kritik an einer, in seinen Augen, Vereinnahmung des Themas durch die Geschichtspolitik der DDR. Deutschland möge teilbar sein, seine Geschichte sei es nicht. Wer sich auf etwas berufe, müsse es freilich kennen.

## Rezeption der Rede
Zwei Tage nach der Rede schrieb Eduard Neumaier in der Zeit zum Abschied Heinemanns aus dem Amt, die Art, wie Geschichte geschrieben wird, liege nicht nur an den Siegern. So schön es auch wäre: Zu wenig und zu wenig eindrucksvoll sei hierzulande Revolutionäres geschehen, als dass daraus ein Geschichtsbild vieler demokratischer „Mosaiksteinchen“ entstehen könne. In der Wissenschaft waren die Reaktionen auf die Rede ähnlich geteilt wie die Haltungen zu seiner gesamten geschichtspolitischen Bestrebung. Heinemann wurde aber auch dafür kritisiert, dass er der westdeutschen Hysterie gegenüber dem Linksterrorismus jener Jahre entgegenwirkte. Die starke negative Reaktion einer älteren Generation meist konservativer Historiker auf seine Rede wird auch damit erklärt.
Bis heute wird die Rede als Beispiel für Heinemanns Politik sowie für die Erinnerung an 1849 aufgegriffen: Bereits in der Heinemann-Biografie von Hermann Vinke – eine der ersten nach seinem Tod – waren große Teile der Rastatter Rede abgedruckt. In einer Ansprache des Präsidenten des Bundesarchivs, Hartmut Weber, wurden 2007 im Deutschen Bundestag Inhalte der Rede genannt. Auszugsweise wurde sie 2014 über die Bundeszentrale für politische Bildung und im populärwissenschaftlichen Geschichtsmagazin des Spiegel veröffentlicht. Im Schulunterricht bietet sie Interpretationen für die Gegenwart, etwa zum Thema Nationalstolz. Heinemann selbst forderte in der Rede insbesondere die Jugend zur kritischen Auseinandersetzung mit der Vergangenheit auf: Schweigende Verehrung werde nicht erwartet.

## Familiärer Hintergrund
Die Rede ist auch ein Ausdruck persönlicher und familiärer Bezüge Heinemanns zur Geschichte der Badischen Revolution und der Bundesfestung Rastatt. Carl Walter aus Elberfeld, ein Bruder seines Urgroßvaters mütterlicherseits, war Freiwilliger in der Revolutionsarmee. Er starb am 21. September 1849 in Rastatt an den Folgen einer Beinverletzung aus dem Gefecht bei Waghäusel. Bereits in seinem Tagebuch aus der Studentenzeit schrieb Heinemann 1919 von dem Interesse an den Zielen der Revolution von 1849 und seinen Vorfahren: „Für Einheit und Freiheit, für Republik und Demokratie! Ich werde an euch denken!“ In seiner Rede merkte Heinemann an, dass in einer Schrift der Stadt Rastatt zum hundertjährigen Gedenken des Aufstands Carl Walter namentlich genannt ist.